# Laetisaria fuciformis
Pour les articles homonymes, voir Fil rouge.
Espèce
Laetisaria fuciformis, de son nom vernaculaire, le Fil rouge du gazon (?) est un champignon qui attaque les graminées, essentiellement les fétuques. Il est favorisé par l'air humide, les rosées ainsi que le manque d'azote. On y remédie avec de l'iprodione et un arrosage le matin.